# Johann George Gottlieb Schoch
Johann George Gottlieb Schoch (* 1. Mai 1758 in Großkühnau bei Dessau; † 11. Juli 1826 in Wörlitz bei Dessau) war ein deutscher Gartenarchitekt und -inspektor.

## Leben und Wirken

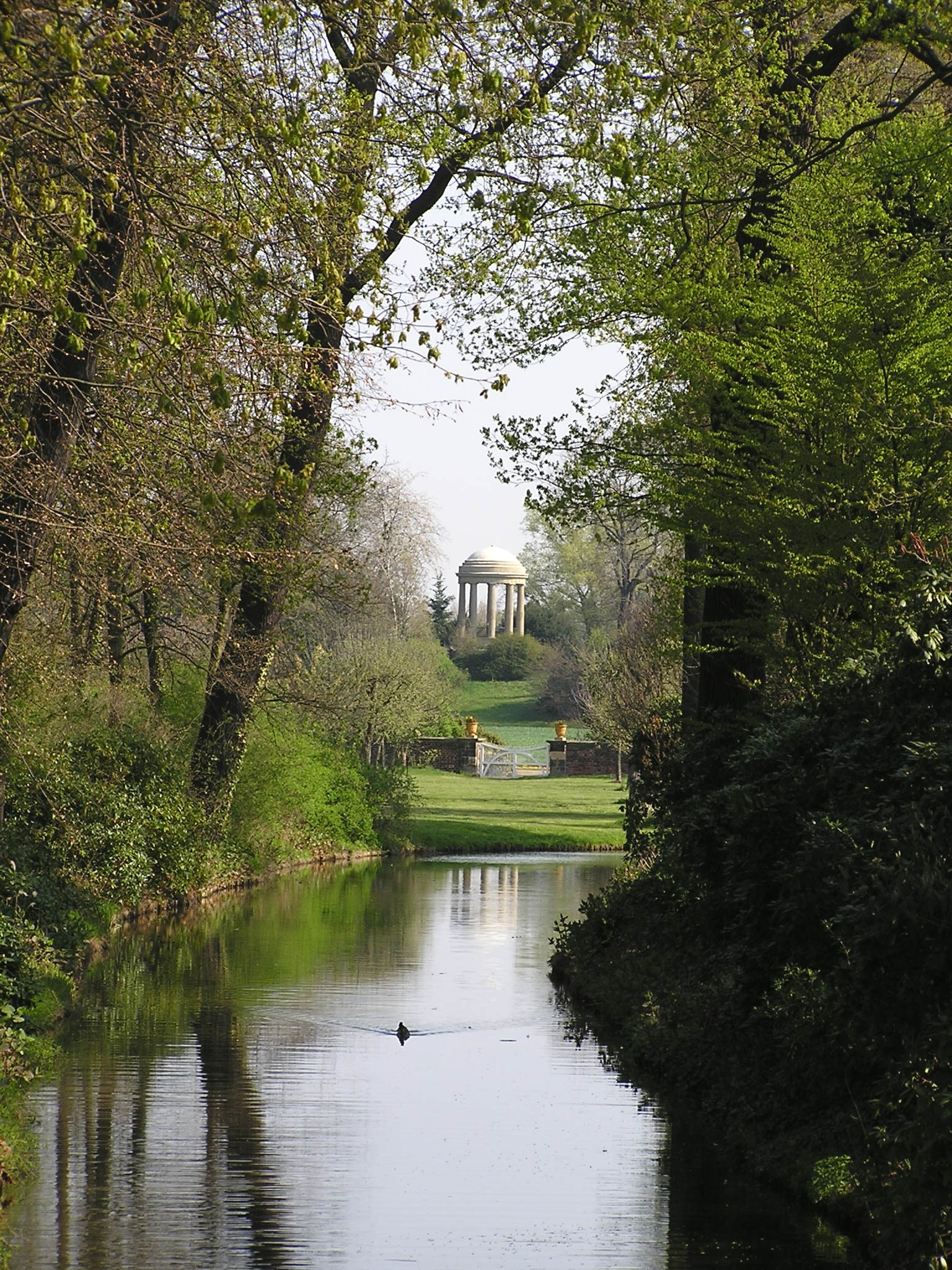
Schochs Garten im Wörlitzer Park, benannt nach seinem Vater

Nachdem Schoch die Lehre und die Gesellenzeit bei seinem Vater in Wörlitz absolviert hatte, legte er zwischen 1778 und 1784 in Dieskau, in der Nähe von Halle, den Landschaftsgarten von Karl Christian von Hoffman, einem preußischen Universitätskanzler, an. Von Leopold III. Friedrich Franz wurde er 1784 zum Studieren nach England und Frankreich geschickt, um dort die „Grundlagen der Landschaftsgartenkunst förmlich zu studieren“. In London beschäftigte er sich vornehmlich mit modernen landschaftlichen Anlagen von Lancelot Brown, die sich in der Umgebung von London befanden. Nach diesem Studium der Anlagen hielt er sich für zwei Jahre in Paris auf, dort wurde André Thouin, Direktor des Jardin des Plantes, auf ihn aufmerksam. Thouin fiel das Zeichentalent von Schoch auf und stellte ihn als botanischen Zeichner ein.
Schoch studierte nicht nur die landschaftlichen Garten, sondern beschäftigte sich auch mit der Gartenauffassung von René Louis de Girardin und mit den von ihm geschaffenen Anlagen in Ermenonville.
Schoch sollte an einer Entdeckungsreise unter Jean-François de La Pérouse als Landschafts- und Pflanzenzeichner teilnehmen, wurde jedoch durch den Fürsten von Dessau nicht unterstützt. Er wurde 1788 vom Fürsten nach Anhalt-Dessau zurückbefohlen. Dort setzte er das Werk seines Vaters fort und arbeitete in der Romantischen Partie und an der Neuen Anlage des Wörlitzer Parks. Zudem erweiterte er die Wörlitzer Baumschulen, die unter seinem Sohn, Friedrich Gottlieb Ludwig Schoch, zu den ersten Handelsplätzen für ausländische Hölzer wurden. Er leitete zudem die Arbeiten im Kühnauer Landschaftspark und im Dessauer Georgengarten; in diesem ließ der Bruder von Leopold III. Friedrich Franz, Johann Georg von Anhalt-Dessau, sein Haus bauen und seinen Garten anlegen. Schoch orientierte sich dabei an seinem Vorbild, Brown, und gestaltete den Osten der Wörlitzer Parkanlagen eher „landschaftlich-malerisch“, auch im westlichen Teil des Parks sind Elemente davon zu finden.

### Weiteres Schaffen

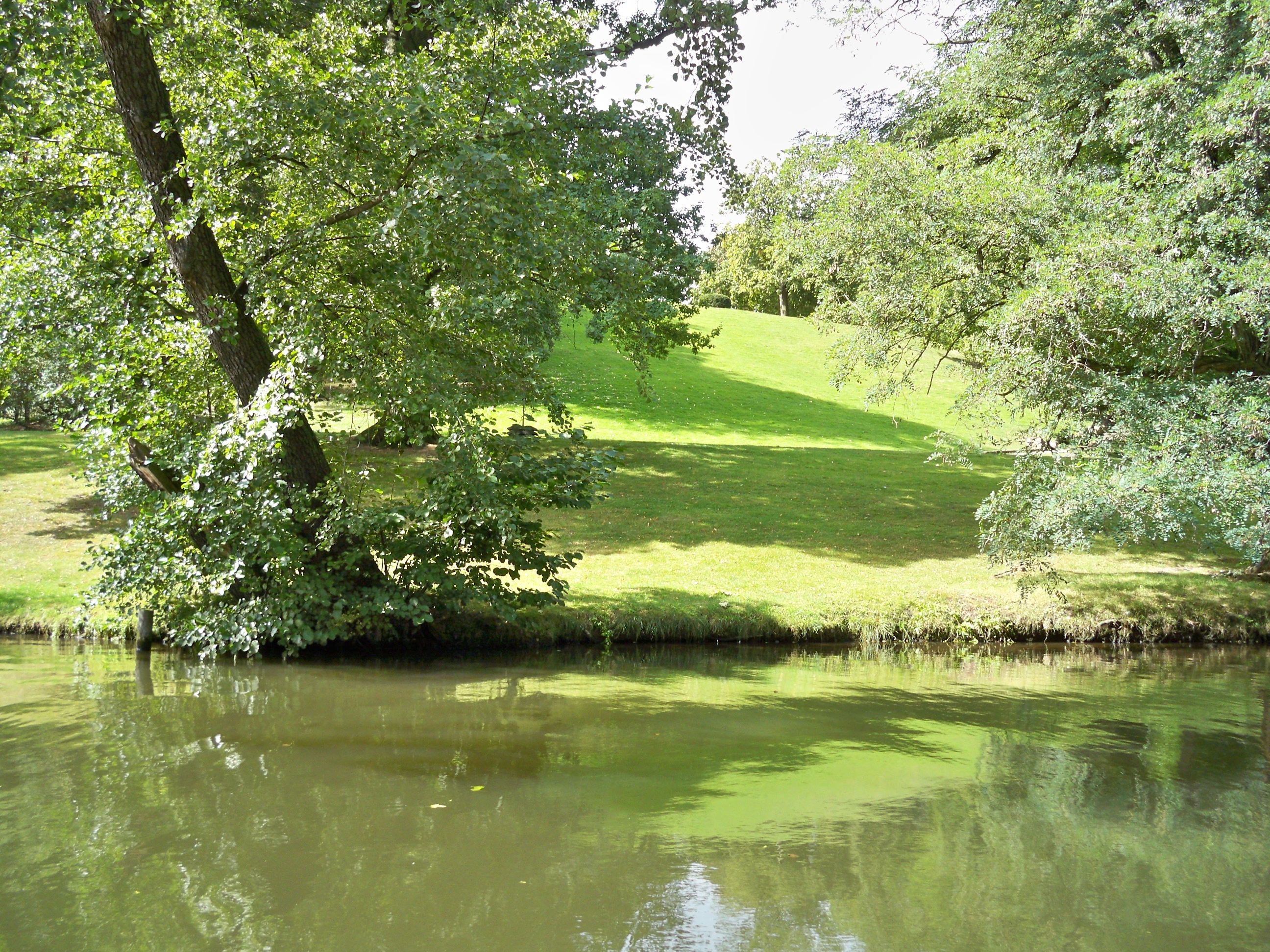
Der Theaterpark in Braunschweig

Neben seinem Wirken in Dessau konzipierte Schoch 1802 den Herzogin Garten in Braunschweig, der später in Theaterpark und Museumpark geteilt wurde, den Reilschen Garten in Halle und den gräflichen Hohenthalschen Garten in Hohenprießnitz, der bis heute erhalten ist.
Bei der Gestaltung des heutigen Museumparks griff Schoch auf Stilmittel zurück, die er schon in Wörlitz verwendet hatte, zurück. So gestaltete er den Park mit Statuen und setzte auch Nutzgärten, zur Gestaltung des Parks, ein.

### Schoch als Schriftsteller
Nach seiner Rückkehr nach Wörlitz veröffentlichte Schoch 1794 das Buch Versuch einer Anleitung zu Anlegung eines Gartens im englischen Geschmack.
Zudem veröffentlichte er nach 1800 verschiedene Aufsätze in Friedrich Justin Bertuchs Gartenmagazin und den Mitteilungen der dendrologischen Gesellschaft. Themen dieser Aufsätze war die Dendrologie und Gartentheorien.

## Familie
Johann George Gottlieb Schoch wurde als Sohn des Gärtners Johann Leopold Ludwig Schoch und Katharina Maria Adler geboren. In der verwendeten Literatur finden sich jedoch auch die Namensvarianten Johann George Schoch, Johann Gottlieb Schoch oder, zur Unterscheidung zu seinem berühmten Vater, Johann George Gottlieb Schoch der Jüngere.
1790 heiratete er Margarete Luise Eiserbeck, Tochter des Johann Friedrich Eyserbeck. Sie hatten insgesamt acht Kinder; fünf Söhne und drei Töchter. Dazu gehörte der spätere Gartenkünstler und Dendrologe, Friedrich Gottlieb Ludwig, der 1794 geboren wurde, und der Holzgärtner Wilhelm Ludwig Franz Rudolf, der 1804 zur Welt kam. Eine seiner Töchter, Leopoldine Friederike Luise (* 22. November 1790 in Wörlitz; † 13. November 1824 in Schloss Dätzingen, Grafenau), war zwischen 1810 und 1824 mit dem Dichter und Theaterintendant Friedrich von Matthisson verheiratet.

## Auszeichnungen
Schoch wurde 1819 Ehrenmitglied des Berliner Gartenbauverbandes.

## Schriften
- Versuch einer Anleitung zu Anlegung eines Gartens im englischen Geschmack. Göschen, Leipzig 1794, (Digitalisat)
- mit August Rode: Beschreibung des Fürstlichen Anhalt-Dessauischen Landhauses und Englischen Gartens zu Wörlitz. Erziehungs-Institut, Dessau 1788, (Digitalisat).